# 吳文秀

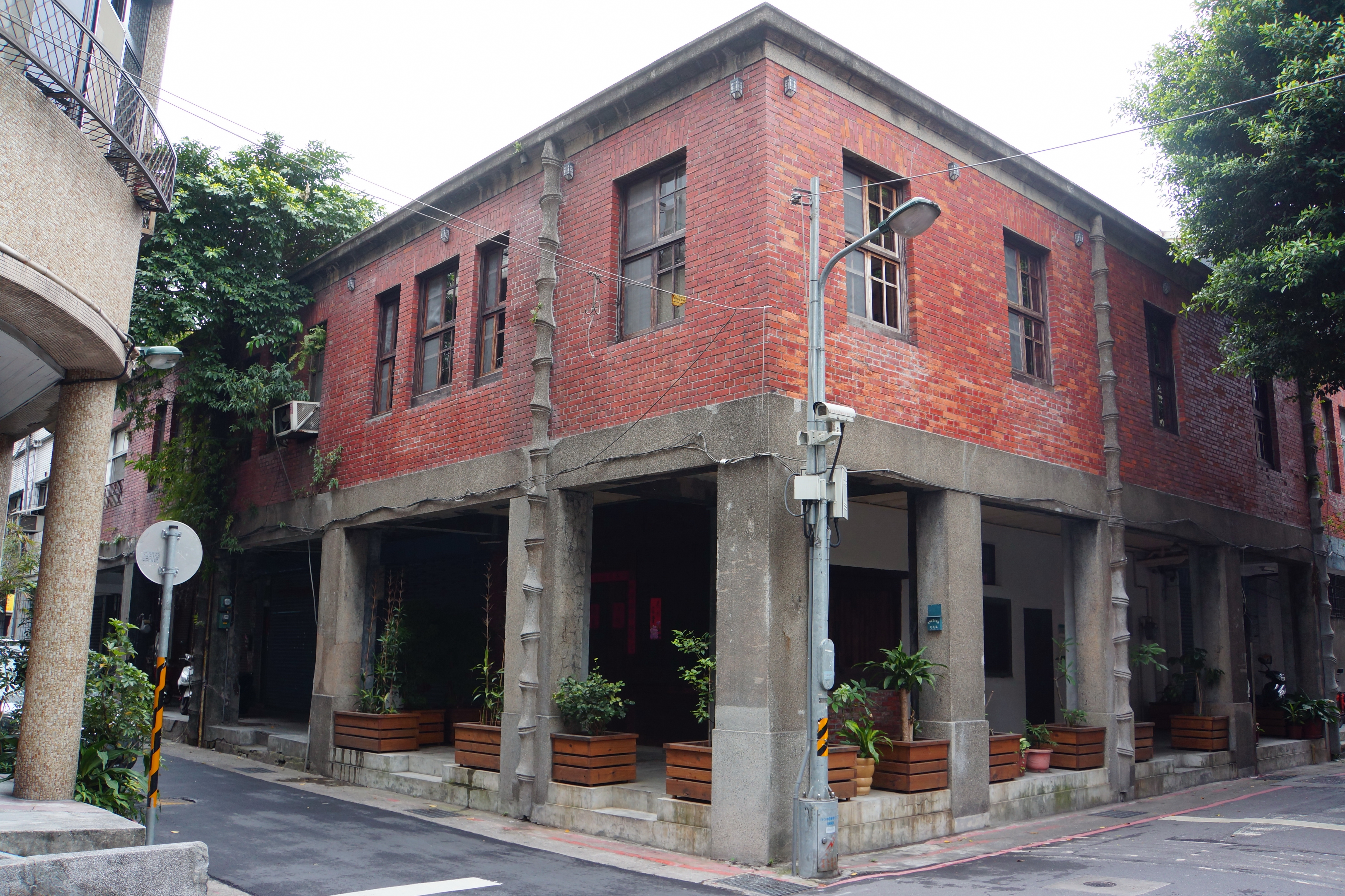
圖中紅色建築物是大稻埕千秋街店屋莊協發商號，現為莊協發港町文史講亭，吳文秀故居原址為對面的米黃色建築（已改建）。

吳文秀（1873年12月27日—1929年10月20日），號眉甫，台灣台北人，商人。於1897年參加興中會，為該團體的首位台灣人。

## 生平
1880年畢業於廈門學海學院的吳文秀，擅長英語交談。畢業後，他返回台灣與父親一同經營自家茶葉生意，後創設良德茶行，並著重自行產銷，不假洋人之手。1895年台灣日治時期開始，他則繼續從事該行業，同年獲任為台北茶商公會會長，並因其精通英語而被派遣參加巴黎世界博覽會。
1897年，經陳少白介紹，他加入興中會，以華僑身分贊助革命，是為該團體的首位台灣人會員。1900年，孫中山為了惠州起義在9月28日前往台灣，尋求台灣總督府奧援，吳文秀亦從中牽線。但是，根據《台灣日日新報》的報導，吳文秀當時仍在巴黎參加世界博覽會，回台時已是1901年，因此牽線說應有誤。